# Lepilemur scottorum
Lepilemur scottorum — вид лемуров из семейства Лепилемуровые. Эндемик Мадагаскара. Шерсть серо-коричневая, кончик хвоста чёрный. Назван в честь Сузанны и Уолтера Скотт, четы американских бизнесменов и филантропов.